# کریس جاسترزمسکی
کریس جاسترزمسکی (انگلیسی: Chris Jastrzembski؛ زادهٔ ۹ سپتامبر ۱۹۹۶) بازیکن فوتبال اهل لهستان است.
وی همچنین در تیم‌های ملی فوتبال Poland national under-18 football team و Poland national under-19 football team بازی کرده‌است.